# Riverton (Utah)
Riverton – miasto w Stanach Zjednoczonych, w stanie Utah, w hrabstwie Salt Lake.